# Cratere Vonnegut
Vonnegut è un cratere sulla superficie di Mercurio.